# Паданоя
Паданоя — река в России, протекает по территории Пряжинского района Карелии. Впадает в Верхнее Падозеро в 2 км севернее деревни Падозеро. Длина реки составляет 17 км.

## Данные водного реестра

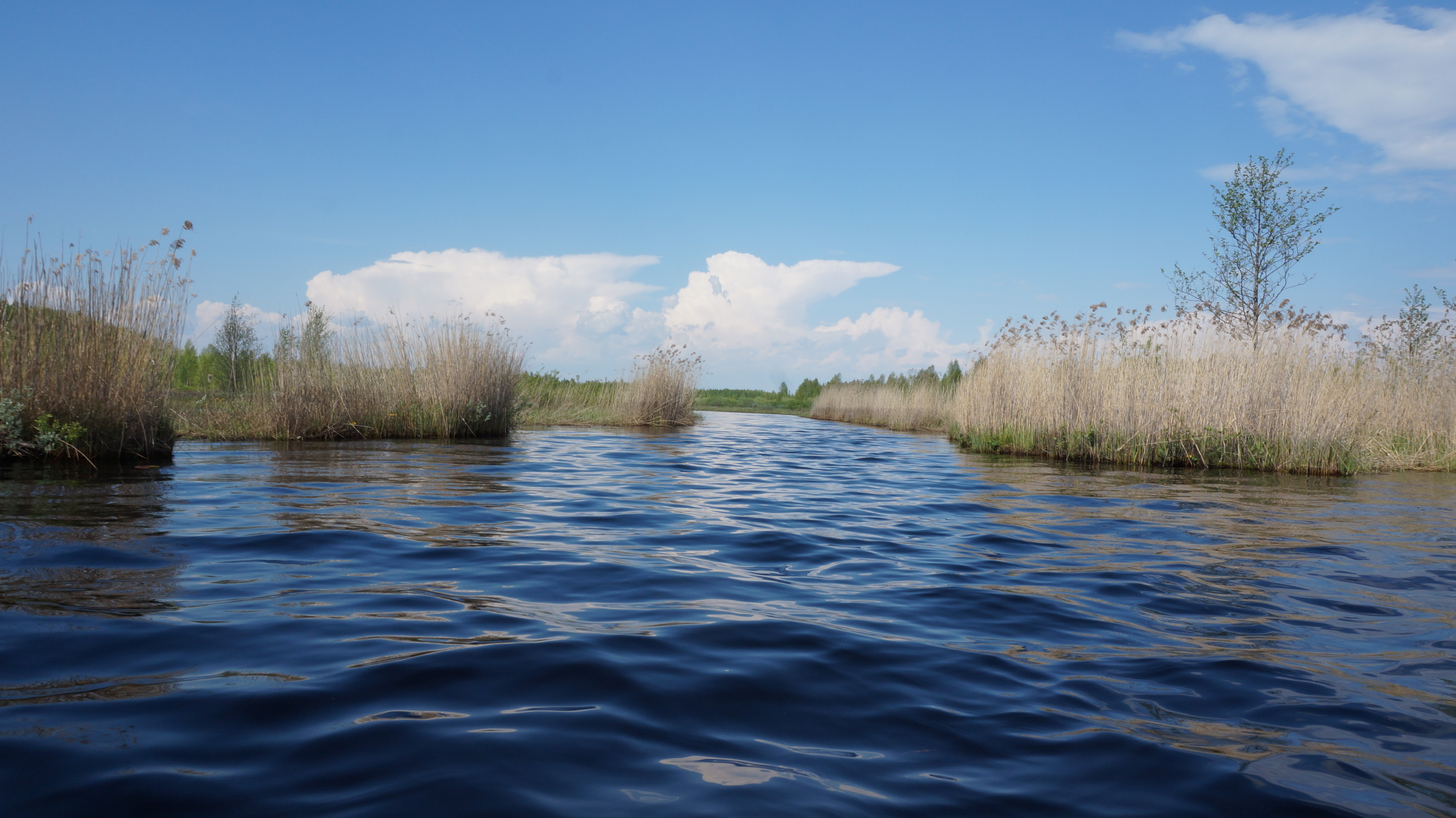
Река Паданоя весной

По данным государственного водного реестра России относится к Балтийскому бассейновому округу, водохозяйственный участок реки — Шуя, речной подбассейн реки — Свирь (включая реки бассейна Онежского озера). Относится к речному бассейну реки Нева (включая бассейны рек Онежского и Ладожского озера).
Код объекта в государственном водном реестре — 01040100112102000014721.